# Matança de San Bernardino
La Matança de San Bernardino fou un assalt armat esdevingut el 2 de desembre de 2015 a l'Inland Regional Center de San Bernardino (ciutat de Califòrnia), que es saldà amb la mort de 14 persones, a més de resultar-ne ferides 18 més. Els assaltants, armats amb armes de foc, van atacar en el transcurs d'una festa per empleats del Departament de Salut Pública del comtat de San Bernardino, celebrat en un auditori amb no menys de 100 assistents, abans de fugir en un SUV.
Posteriorment, dos assaltants, anomenats Syed Rizwan Farook i Tashfeen Malik, marit i muller respectivament, foren abatuts per la policia en un tiroteig. Farook havia assistit a la festa com a empleat.
Aquest atac es convertí en el segon succés d'aquest tipus amb més víctimes mortals de la història de Califòrnia, només per darrere de la Matança del McDonald's de San Ysidro de 1984, i en el més mortal als Estats Units d'Amèrica després del Tiroteig de l'Escola Primària de Sandy Hook del 2012.

## Assalt
El matí dels atacs, Syed Rizwan Farook i Tashfeen Malik van deixar la seva filla de sis mesos amb la mare de Farook; a la mare li digueren que ho feien perquè tenien visita amb el metge. Farook, que era inspector al Departament de Salut Pública del comtat de San Bernardino, va assistir a la festa de Nadal del Departament: segons alguns companys de feina, en un primer moment es va mostrar tranquil, però de cop i volta va marxar, deixant-se la jaqueta, abans que es prengués una fotografia del grup. Algunes fonts citen que, abans de la seva marxa, hi va haver una baralla.
A les 10:59 del matí dues persones, vestides amb passamuntanyes i roba de camuflatge, van obrir foc contra els assistents a la festa. Alguns testimonis van reconèixer a Farook com un dels atacants, tant per la seva veu com per la seva complexió. Fonts policials van informar que, probablement, l'atac no fou simplement una reacció a una possible baralla, sinó que probablement es tractava d'una acció premeditada, almenys fins a cert grau.

## Resposta policial
A les 11:14 el Departament de Bombers de San Bernardino va penjar a Twitter que hi havia una emergència el 1300 de Waterman Avenue, amb presència policial netejant l'escena. Es va tallar el trànsit als carrers de la zona. L'Inland Regional Center, una instal·lació sense ànim de lucre orientada a gent amb problemes de desenvolupament situada a South Waterman Avenue, on s'hi estava celebrant una festa de Nadal per a membres del Departament de Salut Pública del comtat de San Bernardino, era l'origen dels trets.
Equips de la policia i del SWAT van encerclar l'edifici, mentre la gent de l'interior era evacuada. La policia va detonar un enginy no identificat trobat a l'escena per control remot, i va utilitzar un ariet per accedir a les instal·lacions. L'FBI i la Unitat Contraterrorisme del Departament de Policia de Los Angeles també van ser reclamats al lloc dels fets. La policia estava darrere la pista d'un tot terreny de color negre, aparentment utilitzat pels atacants per fugir de l'indret dels fets.
El Departament de Seguretat Interior dels Estats Units també va participar en la cerca, principalment mitjançant l'ús d'un avió Pilatus PC-12, que va dedicar-se a rastrejar la zona de San Bernardino durant hores, especialment el punt on s'havia produït l'atac.

## Tiroteig i mort dels sospitosos
Finalment, a 1,7 milles aproximadament del lloc dels fets, a l'East San Bernardino Boulevard, es va produir un tiroteig, que va començar al voltant de les 15:00. La policia va sol·licitar un camió blindat i assistència mèdica. Després d'atrapar i aturar el tot terreny, els sospitosos van intercanviar trets amb la policia des de dins del vehicle. El tiroteig va durar un minut, aproximadament, i va acabar amb els dos passatgers morts. Alguns testimonis van dir que els sospitosos portaven protecció corporal semblant a la que tenen els cossos policials, i que estaven "tirant coses des de la finestra".
La policia va tallar diversos carrers a l'àrea, i es va recomanar als residents que es quedessin en llocs interiors. Un cap policial va confirmar que els dos assaltants estaven morts. Els atacants anaven vestits amb roba tàctica, a més d'armats amb pistoles i rifles del calibre .223. Una tercera persona fou detinguda quan fugia de l'escena, tot i que es desconeix si estava involucrada en els fets. A les 18:00 la policia va emetre una ordre d'inspecció d'una casa situada a Redlands, que estava sota vigilància quan els sospitosos van fugir amb el tot terreny.

## Víctimes
Les autoritats van confirmar la mort de catorze persones, a més de d'altres 18 persones ferides, en els fets ocorreguts a l'Inland Regional Center, inclosos cinc pacients adults que foren traslladats al Loma Linda University Medical Center i sis pacients a l'Arrowhead Regional Medical Center. Un policia també va resultar ferit durant el tiroteig a causa d'una bala perduda.